# ムィコラーイウ市電
ムィコラーイウ市電（ムィコラーイウしでん、ウクライナ語: Миколаївський трамвай、ロシア語: Николаевский трамвай）は、ウクライナの都市・ムィコラーイウ市内に存在する路面電車。2021年現在はトロリーバスと共にムィコラーイウエレクトロトランス（Миколаївелектротранс）による運営が行われている。

## 歴史
19世紀後半、穀物輸出の拠点として成長を続けていたムィコラーイウでは、都市内を結ぶ公共交通が求められるようになっていた。これを受け、1892年にムィコラーイウ市内に馬車鉄道網を建設する計画案が提出され、審議を経て1896年にベルギーの事業者とムィコラーイウ市との間に馬車鉄道の運営に関する締結が結ばれた後、1897年春から建設が始まった。オデッサで製造された客車やこれらを牽引するための馬の訓練を終え、営業運転が開始されたのは同年7月25日の事である。

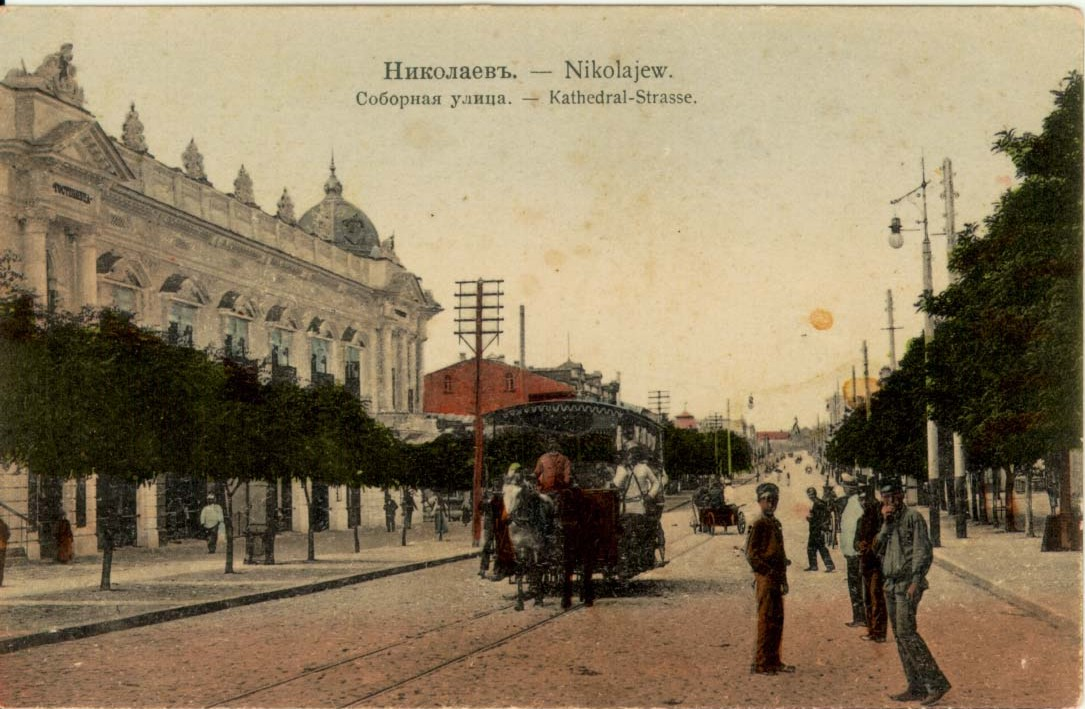
ムィコラーイウ市内の馬車鉄道

その後も馬車鉄道網の延伸は続き、1900年までに当初計画されていた4つの系統が完成し、列車本数の増加を受けて車庫の増設も行われた。だが、更に発展を続ける中でより効率的かつ進歩的な交通機関が求められるようになり、20世紀初頭に発電所が建設された事を機に馬車鉄道を路面電車に置き換える計画が動き始めた。1913年にムィコラーイウ市がベルギーの事業者から馬車鉄道の運営・所有権を購入した後、翌1915年1月3日（旧暦：1914年12月21日）に路面電車の運行が開始された。ただし、その後ロシア革命（十月革命）期の混乱の中でムィコラーイウでは電気の供給が停止し、一時的に馬車鉄道が路面電車の代行運転をする事態となった。路面電車の運行が再開したのは1925年である。
ソビエト連邦（ソ連）成立後は路線網の拡張が続き、1930年代には営業キロ41 km、71両の車両を有する路線網が築かれていた。第二次世界大戦（大祖国戦争）中も路面電車の運行は続き、負傷者を港から総合病院へ運ぶ役割も担ったが、ナチス・ドイツの侵攻に伴う発電所の破壊、撤退時の施設の破壊により運行停止を余儀なくされた。しかし都市解放後の復興は早く、1945年時点で18 kmの線路の復旧が完了した。

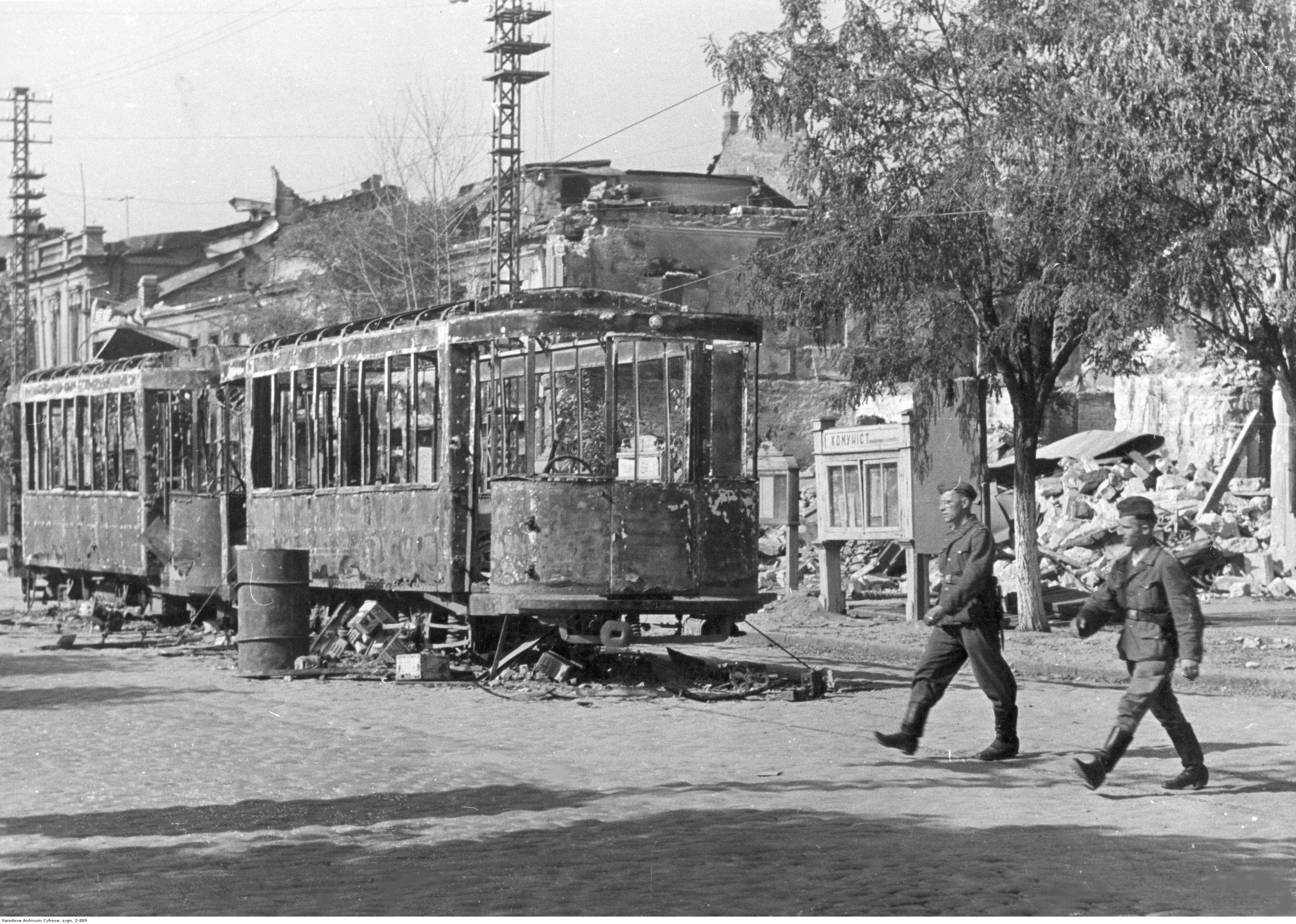
大祖国戦争下で破壊された路面電車車両（1941年撮影）

これらの路面電車路線の軌間は1,000 mm（狭軌）であったが、1951年以降建設が行われた路線や同年に完成した第2車庫はこれよりも広い1,524 mm（広軌）に改められた。以降もムィコラーイウ市電は長らく2つの軌間の路線が並立して存在する状態となり、双方に新型電車の導入が行われたが、1972年までに狭軌の路線の広軌への改軌が実施され、前者に導入された新型電車については他都市へ譲渡された。一方、その間も広軌の路線網の拡張は続き、1960年時点の営業キロは狭軌・広軌合わせて64 kmに拡大した。また1970年代以降は従来の車掌業務に代わり信用乗車方式が導入された。
だが、ソビエト連邦の崩壊後は社会的な混乱から運営組織は大きな損失を被り、新型電車の導入が滞った他、一時的に車掌業務が復活する事態も生じた。更に2011年には運営組織の再編の一環として第2車庫が閉鎖された。その一方で2000年代以降はウクライナの鉄道車両メーカーであるタトラ＝ユーク製の路面電車車両の導入が行われている他、2010年代には海外の中古車両の譲渡が実施されている。

## 運行

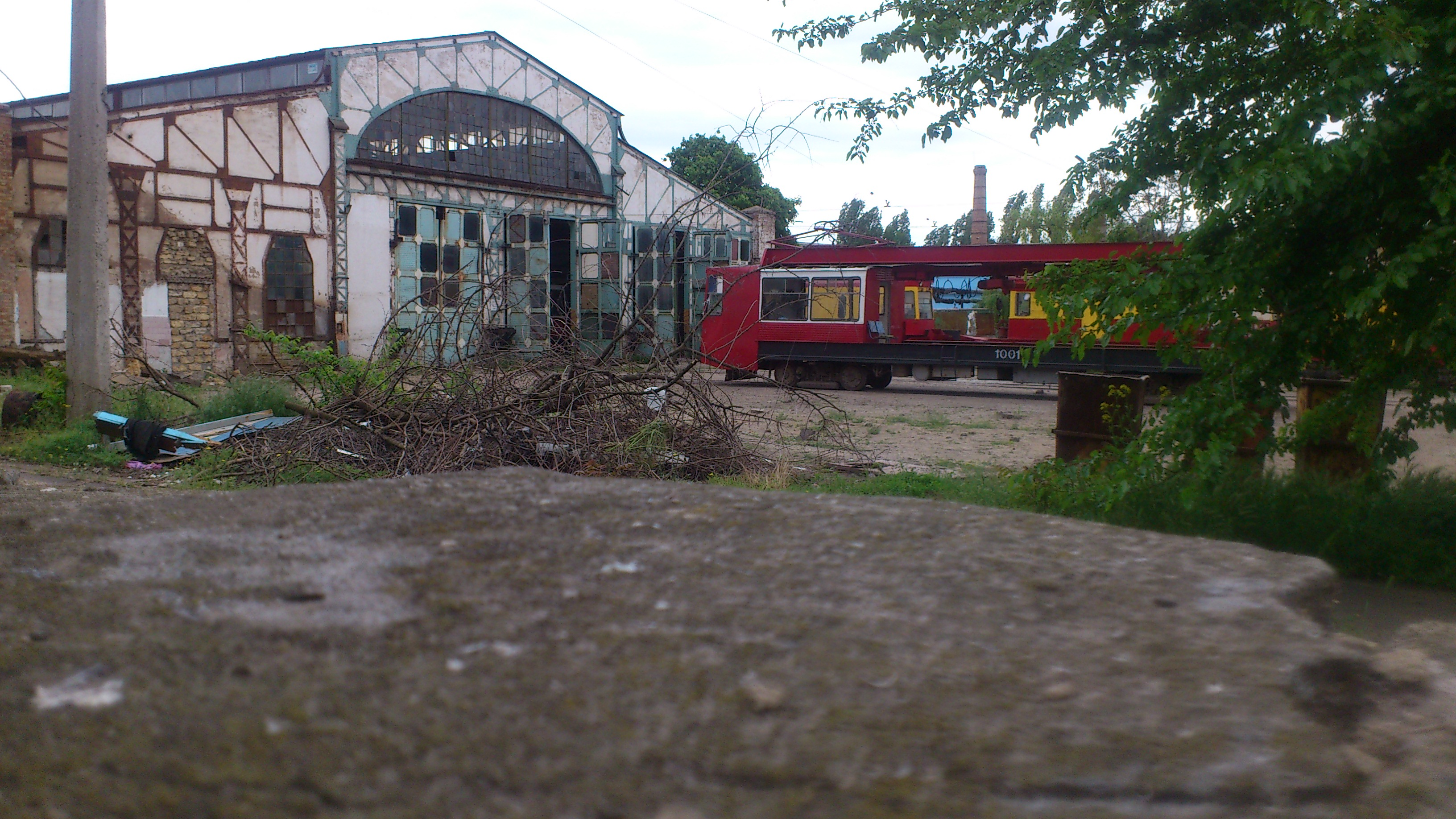
第1車庫（2014年撮影）

2021年現在、ムィコラーイウ市電は以下の6系統で運行している。運賃は2019年の改訂以降5フリヴニャに設定されており、1ヶ月分の定期券の発行も行われている。
| 系統番号 | 起点                                | 終点              | 営業キロ | 運行日 (時間帯) | 備考   |
| -------- | ----------------------------------- | ----------------- | -------- | --------------- | ------ |
| 1        | м/н Широкая Балка                   | Яхтклуб           | 11.94km  | 毎日            | [ 9 ]  |
| 3        | Черноморский судостроительный завод | ул. 10-я Военная  | 7.32km   | 毎日            | [ 10 ] |
| 6        | Промзона                            | Центральный рынок | 11.12km  | 毎日            | [ 11 ] |
| 7        | м/н Широкая Балка                   | Центральный рынок | 9.79km   | 毎日            | [ 12 ] |
| 10       | Промзона                            | м/н Широкая Балка | 8.79km   | 毎日            | [ 13 ] |
| 10       | ул. 10-я Военная                    | Центральный рынок | 8.94km   | 毎日            | [ 14 ] |

路線図
1号線
3号線
6号線
7号線
10号線
11号線

## 車両

### 現有車両
2021年現在、ムィコラーイウ市電に在籍する車両形式は以下の通りである。
| 形式       | 形式         | 備考                       |
| ---------- | ------------ | -------------------------- |
| 71-605     | 71-605       | [ 6 ]                      |
| 71-605     | 71-605A      |                            |
| 71-608     | 71-608K      | [ 6 ]                      |
| タトラT6B5 | タトラT6B5   | タトラ＝ユーク製           |
| K-1        | K-1          | [ 6 ]                      |
| タトラT3   | タトラT3M.05 | プルゼニ市電からの譲渡車両 |
| タトラT3   | タトラT3M.03 | プルゼニ市電からの譲渡車両 |
| タトラT3   | タトラT3A    | リガ市電からの譲渡車両     |

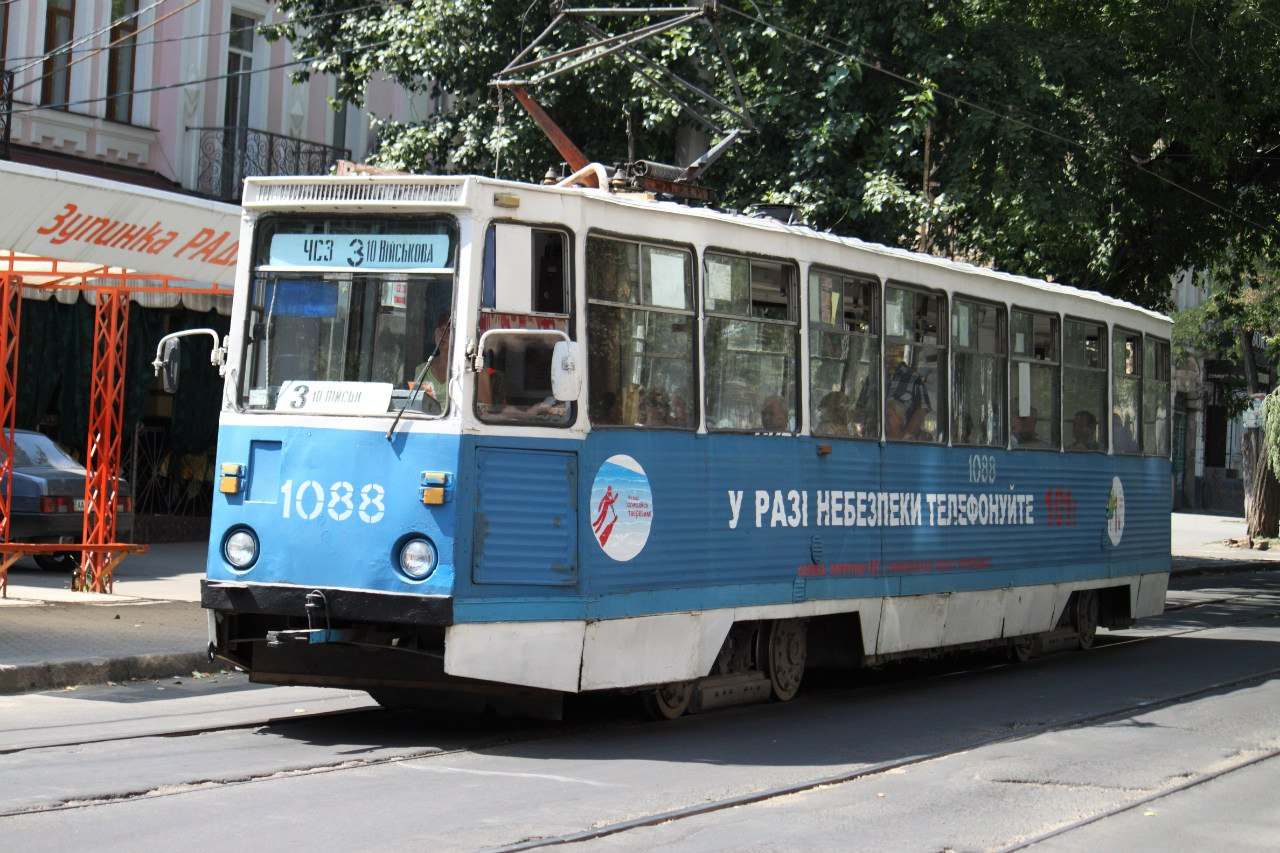
71-605（2013年撮影）
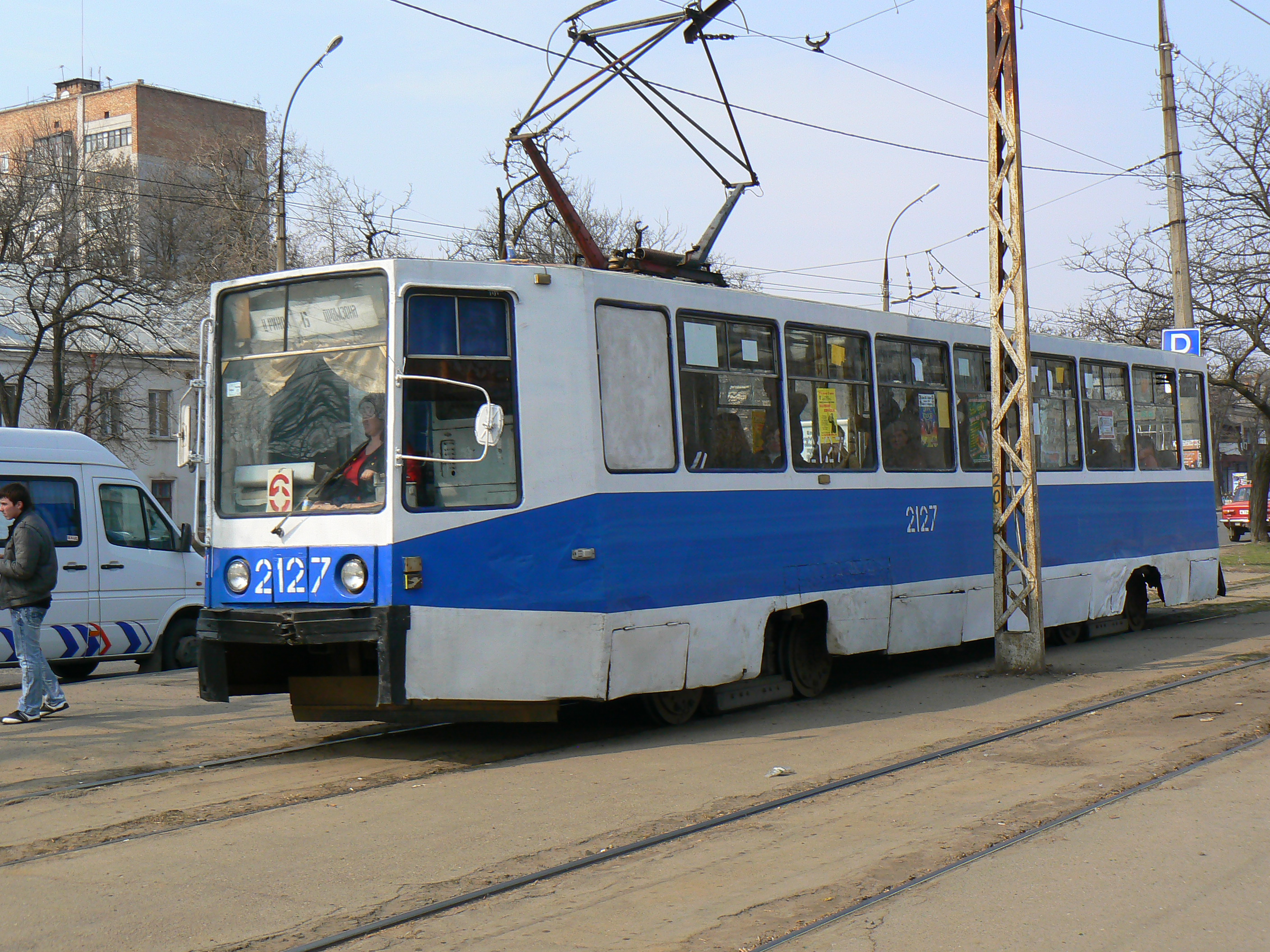
71-608（2011年撮影）
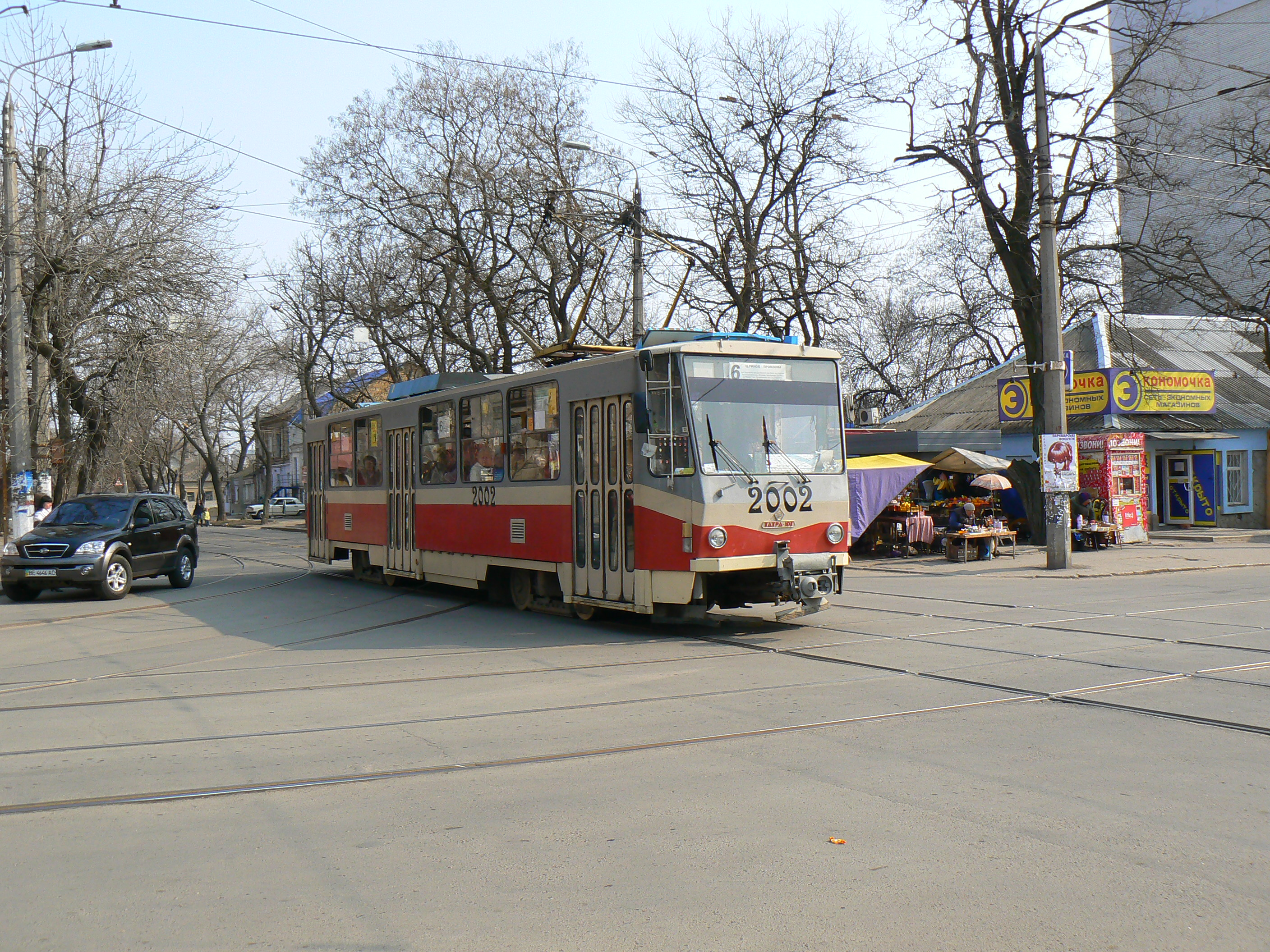
タトラT6B5（2011年撮影）
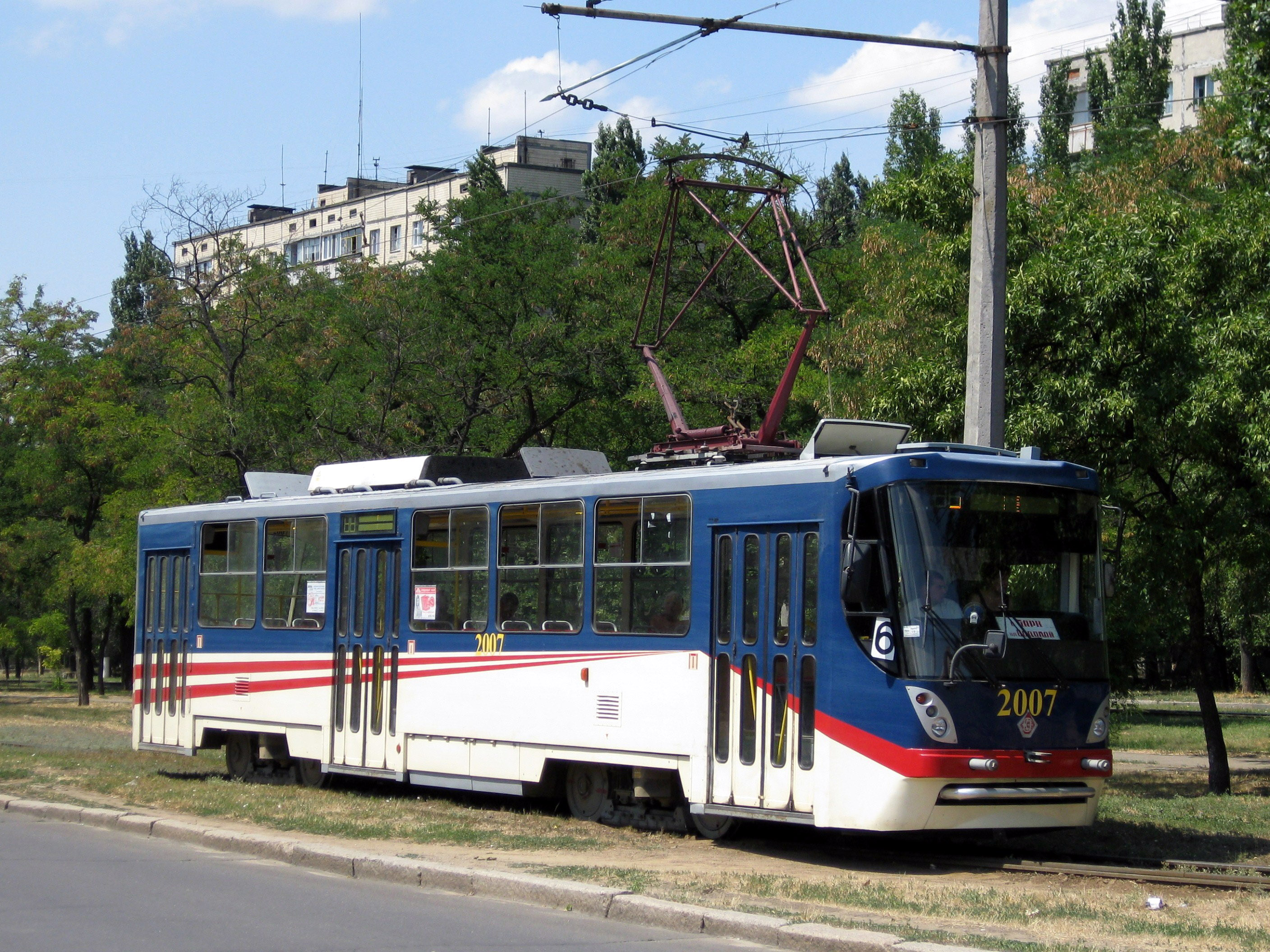
K-1（2009年撮影）
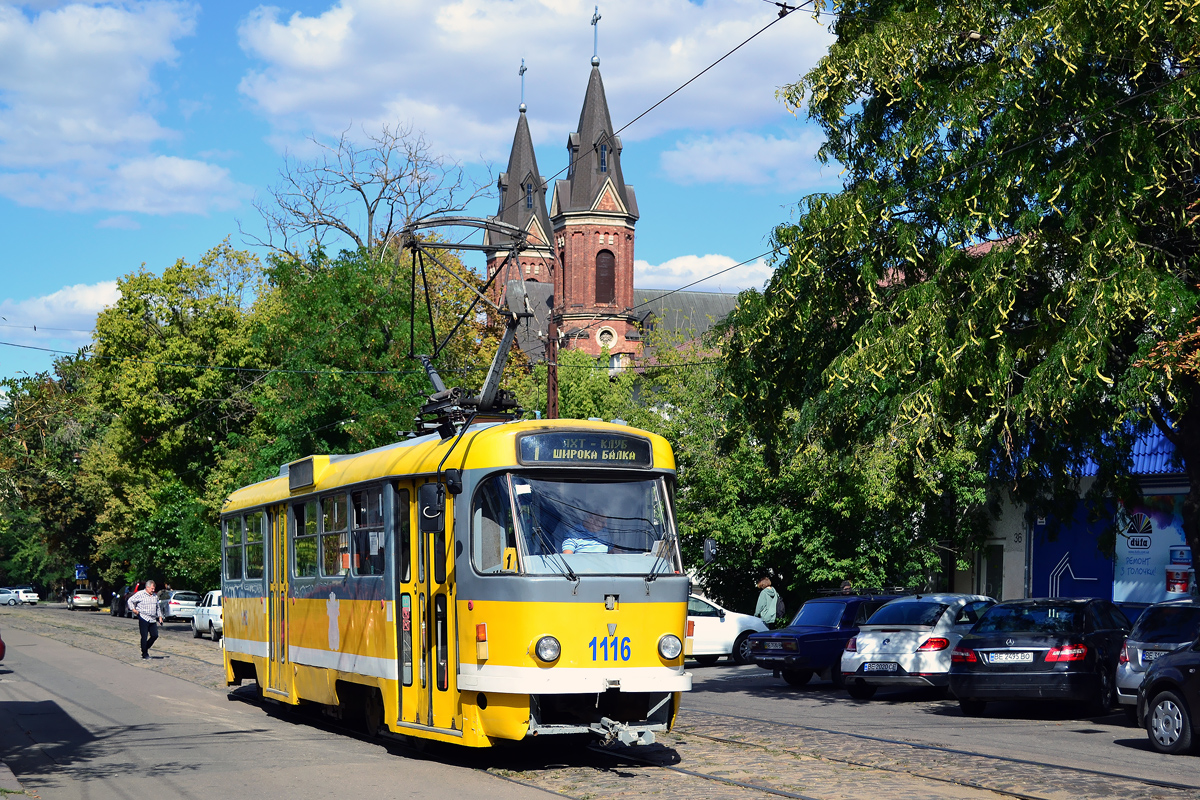
タトラT3M.03（2021年撮影）

### 過去の車両
- Kh、M - 1,000 mm軌間用車両。ソ連成立後に導入されたもので、ムィティシ機械製造工場に加えてムィコラーイウ市内の工場でも生産された。改軌に伴い廃車・解体されている[3][5]。
- T-57、B-57 - 東ドイツで製造された1,000 mm用車両。1955年から1958年にかけて導入され、改軌後はイェウパトーリヤ市電（イェウパトーリヤ）へ譲渡された[3][5]。
- KTM-1、KTP-1 - ウスチ＝カタフスキー車両製造工場製の2軸車。ムィコラーイウ市電初の1,524 mm軌間用車両として1951年に導入された[3][5]。
- KTM-2、KTP-2 - ウスチ＝カタフスキー車両製造工場製の2軸車。1960年以降導入が実施され、KTM-5へ置き換えられる1983年まで使用された[3][5][6]。
- MTV-82 - リガ車両製作工場製のボギー車。電動車に加え、一部車両は付随車として導入された。1970年代までに営業運転から撤退し、事業用車両として残された車両も1984年までに解体された[3][5]。